# Dasyhelea sternalis
Dasyhelea sternalis är en tvåvingeart som beskrevs av Remm 1980. Dasyhelea sternalis ingår i släktet Dasyhelea och familjen svidknott.
Artens utbredningsområde är Tadzjikistan. Inga underarter finns listade i Catalogue of Life.